# جرونیمو استیلتن (مجموعه تلویزیونی)

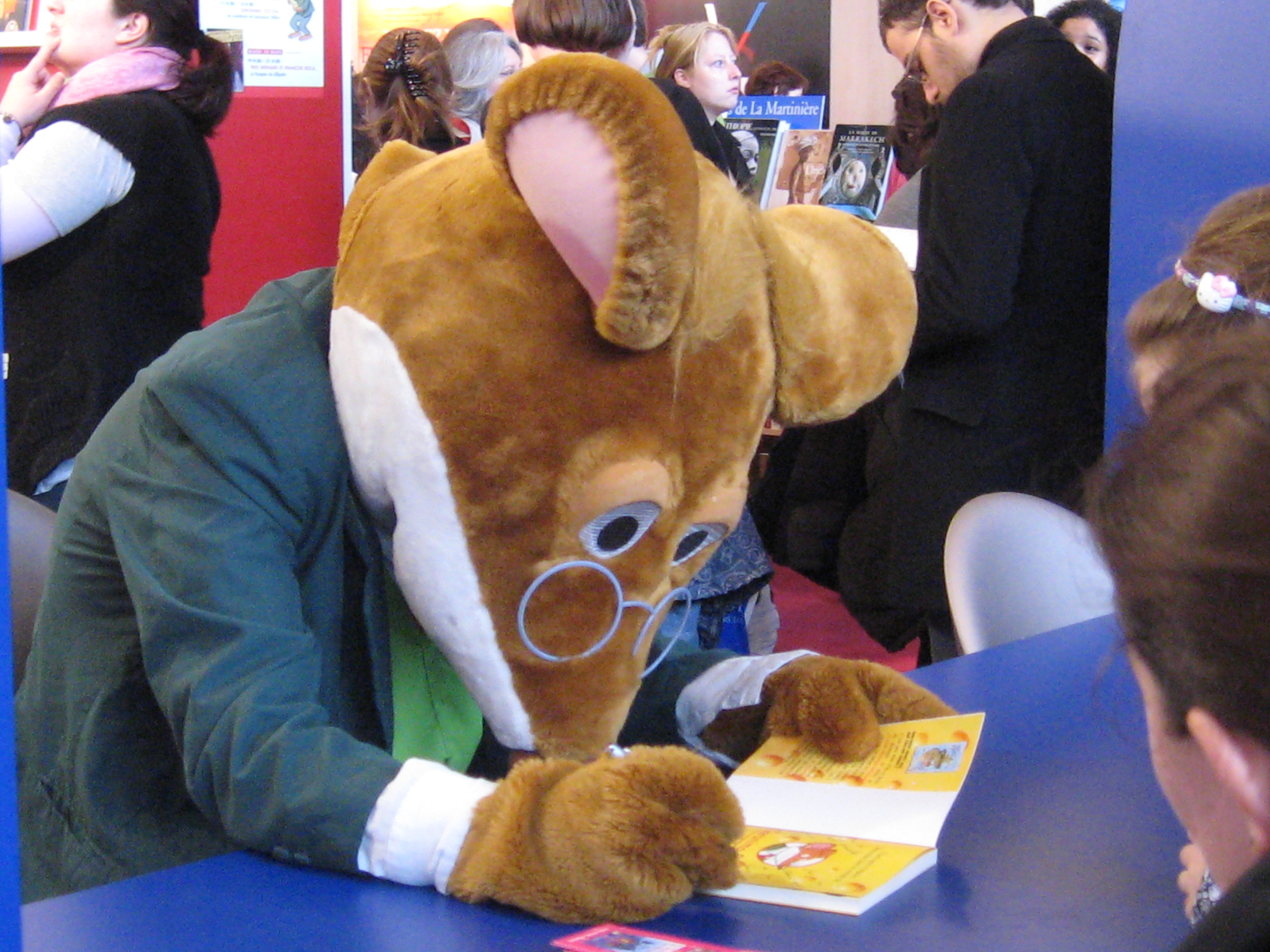
جرونیمو استیلتن (شناخته شده به عنوان ماجراهای جدید جرونیمو استیلتن در فصل ۳), یک مجموعه انیمیشن، مخصوص کودکان

جرونیمو استیلتن یا موشِ خبرنگار (انگلیسی: Geronimo Stilton) یک مجموعه انیمیشن، مخصوص کودکان است که بر اساس سری کتابی به همین نام تولید شده‌است. در ایران این سریال به موش خبرنگار معروف است.
این سریال ۷۸ قسمت است سه فصل آن در شبکه رای ۲ در ایتالیا پخش شده‌است. در سپتامبر ۱۵, ۲۰۰۹ فصل اول این سریال پخش شد. فصل دوم در اکتبر ۲۴, ۲۰۱۱ و فصل سوم در اکتبر ۸, ۲۰۱۶ پخش شده‌است.

## شخصیت ها

### اصلی
جرونیمو استیلتن(برایان دراموند):شخصیت اصلی و سردبیر روزنامه جوندگان.او موشی باهوش،ترسو و مهربان است.او گاهی عمداً و گاهی تصادفی،وارد یک ماجرا می شود.او دوستان زیادی در شهر دارد. روزنامه او در سراسر شهر نیوموش سیتی، طرفدار دارد. جرونیمو از پرواز وارتفاع می ترسد.همچنین او زود دریا زده می شود. 
تیا استیلتن (سارا ادموندسون): خواهر کوچکتر جرونیمو و خبرنگار روزنامه جوندگان است.او شجاع،ماجراجو و مهربان است. تیا خلبانی بلد است و کمربند سیاه کاراته دارد.
تراپ استیلتن (ریچارد ایان کاکس):پسر عمو جرونیمو و تیا است.او چاق،ترسو و کمی نادان است.او به روح و آدم فضایی ها اعتقاد دارد.او اندکی تنبل است و معمولا سبب دردسر جرونیمو می شود. تراپ مهربان است و عاشق جوک گفتن.
بنجامین استیلتن(ارین متیوز): برادرزاده جرونیمو و تیا.او با تبلت اطلاعات جمع می کند،در ها را باز می کند و گاهی مکانی را هک می کند.او در کار های کامپیوتری وارد است. بنجامین حیوان خانگی ای به شکل موش کامپیوتری به نام مکس   دارد.وی دوست صمیمی پاندورا واز است.
پاندورا واز(مونیکا استوری):دوست صمیمی بنجامین است. او عاشق مُد، افراد معروف و ماجراجویی است.بر خلاف جرونیمو،تیا،تراپ و بنجامین ( که تقریبا در تمامی قسمت ها حضور دارند)، پاندورا در برخی قسمت ها حاضر است و در برخی غایب.

### مکمل
سالی رَسماوسِن(پاتریشیا دریک): رقیب جرونیمو و سر دبیر روزنامه موش ها است.او مغرور،پر افاده ، مکار و دروغگو است.سالی اغلب به زیردستانش،ستم می کند.او حاضر است برای یک خبر داغ،هر کاری بکند.در فصل ۳ در یکی،دو قسمت،یک اتحاد نصفه و نیمه بین سالی و جرونیمو بوجود آمد.
سایمون:دستیار سالی.او نیز مانند رئیسش مکار و دروغگو است. تقریبا همیشه وقتی سالی باشد، سایمون هم هست.
پروفسور ون وُلت : دانشمند و از دوستان جرونیمو.او اختراعات زیادی دارد که گاهی باعث دردسر و گاهی باعث نجات قهرمانان داستان می شود.
پدربزرگ ویلیام کوتاه پنجه:پدربزرگ یک دنده،غرغرو و لج باز جرونیمو و تیا.او اغلب باعث ایجاد دردسر می شود و معمولا جرونیمو (و گاهی تیا)، او را نجات می دهند.
چیپی کرانچموش:یکی از بزرگترین دشمنان جرونیمو است.او کارخانه داری کلاهبردار است که با دزدی ،گروگان گیری و تقلب می خواهد محصولات مضر کارخانه اش را بفروشد.اما نقشه هایش توسط خانواده استیلتن،نقش بر آب می شود.او همیشه فرار می کند.
شَدو (سایه):یک دزد مونث است.بعد از سالی،شدو مهمترین دشمن مونث جرونیمو است.او یک نینجا است و بسیار خونسرد.اخیرا او با سالی همکاری می کند.
فرمانروا لیو شی مو: فرمانروای کشور موشستان.او مدرن،شوخ و مهربان است و از دوستان خانواده استیلتن است.
فیلیپیلینو:یک طراح لباس معروف که از دوستان جرونیمو است.او مغرور است. وی برای طراحی لباس های جدید هر کاری (حتی سرقت) نیز انجام می دهد.
پنیری:یک دانشمند شرور از دشمنان جرونیمو.
دایی:دایی جرونیمو و تیا.او ظاهری ترسناک،اما باطنی مهربان دارد.او با فرزندانش در یک قصر بزرگ زندگی می کند.
جِنبِل موش:یک پیشگو و روانکاو متقلب و از دشمنان جرونیمو است.
عالیجا:یک موش ثروتمند و سرشناس که در جنگلی در یک کشور دیگر زندگی می کند.او یک دزد و یک مجموعه دار غیر قانونی است.وی وسواسی است و عاشق تیا شده است.حتی در یک قسمت تیا را برای عروسی،ربود. تیا از او تنفر دارد.
تینا:نظافتچی روزنامه جوندگان.
موشِلّا مک موشر:منشی جرونیمو.هیچ وقت از او نام نمی برند و فقط گاهی صدای وی شنیده میشود و یا در تصویر دیده می شود.

### مهمان
این مجموعه شخصیت های مهمان زیادی دارد.که برخی از آنها عبارتند از:
ساین:دستیار نوجوان سالی.او در فصل سوم در قسمت《جشنواره فیلم نوجوانان》 حضور پیدا کرد.
سرپرست:سرپرست یک باشگاه هنر های رزمی در کوهستان ها.او دوست جرونیمو است.سرپرست در فصول ۱ و ۳ (در دو قسمت) حضور داشت.
دکتر موش انگشتی:یک خانم دانشمند.او در فصل ۲ در قسمت 《استخوان دایناسور》 به عنوان دشمن جرونیمو حضور داشت.
پسر دایی و دختر دایی:پسر دایی و دختر دایی جرونیمو.آنها در فصول ۲ و ۳ حاضر بودند.نخستین حضور آنها در قسمت 《فامیل جدید》بود.
موشلین:یک دزد دریایی و از دشمنان جرونیمو.
شصت گنده:یک هیولای به ظاهر خشن اما مهربان.
مایک:بازیگر و دزد. او در قسمت 《جشنواره فیلم نوجوانان》حضور داشت.
کشک تازه:خواننده معروفی که تراپ و پاندورا طرفدارش هستند.او در قسمت 《ناپدید شدن نلسون نفموش》حضور داشت.
پروفسور کلاغ موش:استاد جرونیمو.اما او جنایتکار از آب در آمد.وی در قسمت 《کلاغ موش》حضور داشت.
نلسون نفموش:از دوستان جرونیمو و صاحب کارخانه نفموش.او در قسمت 《ناپدید شدن نلسون نفموش》حضور پیدا کرد.
مکس:حیوان خانگی کامپیوتری بنجامین به شکل موش.
جاسمین:از ورشکاران ورزش های زمستانی.در قسمت 《المپیک زمستانی موش ها》حاضر بود.
پوست پنیری:بازیگر معروف که عاشق محیط زیست است.او در فصول ۲ و ۳ دیده شد.
لری:دربان روزنامه جوندگان.او در فصل ۳،در قسمت 《تعویض مغز ها》حاضر بود.
برایان رینولدز:بازیگر معروف.در قسمت 《خواب عمیق》در فصل ۳ دیده شد.
اسکاتی:یک دزد اسکاتلندی در فصل ۲.
گامبالو:یک بازیگر که در فصل ۲ در قسمت《موش غارنشین》 همدست سالی بود.
برنارد:دستیار فیلیپیلینو.
جسیکا:صاحب سینمای نیوموش سیتی.در اپیزود《جشنواره فیلم نوجوانان》 دیده شد.
شنون:یک گیریمور و دزد.
سایرن:یک گارسون که تظاهر می کرد یک سایرن است.در قسمت《موش دریایی》سر و کله اش پیدا شد.
دو بادیگارد:دو بادیگاری که در طول مجموعه به افراد مختلفی خدمت می کند.
آشپز:آشپزی که در باشگاه کاراته کار می کند.تراپ از او می ترسد.
رز:از شخصیت های فصل ۳.که در یک قسمت جرونیمو را یاری کارد.او همچنین به عنوان معشوقه جرونیمو به تصویر کشیده شد.
مامور خاکستری:یک مامور دولتی.در آخرین قسمت فصل ۱،《داستان عصرانه》 حضور داشت.

## مکان ها
نیوموش سیتی:شهری که خانواده استیلتن در آن زندگی می کنند.بیشتر ماجرا ها در این شهر اتفاق می افتد.
ترانسیلوانیا:روستای کوچکی که دایی،پسر دایی و دختر دایی  جرونیمو در آن زندگی می کنند.
موشستان:کشوری در شرق.مدت های زیادی این کشور با دیگر کشور ها قطع رابطه کرده بود.فرمانروای این کشور،از دوستان استیلتن ها است.
اسکاتلند:تراپ از نوادگان یک خانواده سرشناس اسکاتلندی است.لذا گاهی با خانواده اش به آنجا می رود.
مصر:در چند قسمت استیلتن ها به بهانه های مختلف،به مصر سفر می کنند.